# ديزموند سميث
ديزموند سميث هو عسكري كندي، ولد في 2 أكتوبر 1911 في أوتاوا في كندا، وتوفي في 11 أكتوبر 1991 في لندن في المملكة المتحدة.